# Heterostegane robinsoni
Heterostegane robinsoni är en fjärilsart som beskrevs av Claude Herbulot 1957. Heterostegane robinsoni ingår i släktet Heterostegane och familjen mätare. Inga underarter finns listade i Catalogue of Life.